# Соловьёв, Анатолий Васильевич
Анатолий Васильевич Соловьёв (14 марта 1922, Данков, Рязанская губерния — 6 января 2000, Москва) — советский и российский актёр театра и кино, заслуженный артист РСФСР (1976).

## Биография
Анатолий Соловьёв родился 14 марта 1922 года.
Впервые снялся в кино в 17 лет в эпизодической роли красноармейца в комедии «Девушка с характером». Вскоре был приглашён на роль Синицы в фильм «Суворов».
Участвовал в Великой Отечественной войне. В марте 1945 года был удостоен Ордена Красной Звезды.
Поступил в Государственный институт театрального искусства им. А. Луначарского. Получив в 1949 году диплом, оказался в Театре им. М. Ермоловой, где работал до 1956 года.
После ролей в фильмах «Борец и клоун» и «Ч. П. — Чрезвычайное происшествие» оставил сцену и начал активно сниматься в кино. С 1959 по 1993 годы он работал в Театре-студии киноактёра.
С 1980-х годов практически не снимался.
Умер 6 января 2000 года. Урна с прахом захоронена в закрытом колумбарии Ваганьковского кладбища.

## Признание и награды
- Заслуженный артист РСФСР (1976).

## Фильмография
- 1939 — Девушка с характером — красноармеец
- 1940 — Суворов — Иван Синица
- 1941 — Сердца четырёх — Найдёнов, младший лейтенант
- 1947 — Поезд идёт на восток — пассажир-геолог
- 1947 — Мичурин — студент
- 1954 — Чемпион мира — Николай Кораблёв, заслуженный мастер спорта
- 1955 — Мексиканец — американец
- 1955 — Море зовёт — Матвей Чумак
- 1957 — Борец и клоун — Рауль Буше
- 1957 — Ленинградская симфония — старшина Зенушкин
- 1958 — Ч. П. — Чрезвычайное происшествие — матрос Грачёв
- 1958 — Хмурое утро — Лагутин
- 1959 — Фома Гордеев — Кононов
- 1959 — Василий Суриков — слуга Иван
- 1959 — Песня о Кольцове — Башкирцев
- 1960 — Русский сувенир — охотник в бане
- 1960 — Кровь людская — не водица — Тимофей Горицвит
- 1960 — Обыкновенная история — Коваль
- 1960 — Хлеб и розы — Самойло Петелькин
- 1960 — Человек не сдаётся — Стогов
- 1961 — Дмитро Горицвит — Дмитро Горицвит
- 1962 — Цветок на камне — Пётр I
- 1962 — Капроновые сети — отец Севки
- 1963 — Люди не всё знают — Дмитро Горицвит
- 1963 — Коллеги — Тимоша
- 1964 — Сумка, полная сердец — Калашников
- 1964 — Буря над Азией — Василий Щукин
- 1965 — Год как жизнь — Карл Шаппер
- 1965 — Чрезвычайное поручение — матрос
- 1966 — Следствие продолжается — Мефодий Никезин
- 1967 — Мне было девятнадцать (ГДР) — старшина
- 1968 — Далеко на Западе — Боровой
- 1968 — По Руси — кашевар Матвей
- 1968 — Угрюм-река — Шкворень
- 1970 — Крушение империи — Александр Касторович Скороходов
- 1970 — Море в огне — Алексей Николаевич
- 1970 — Освобождение. Фильм 3. — капитан 2 ранга Лялько
- 1971 — Русское поле — Тихон, муж Антонины
- 1971 — Тени исчезают в полдень — Филимон Колесников
- 1972 — Инженер Прончатов — Семён Кузьмич Бондарь
- 1972 — За всё в ответе — участник встречи выпускников (нет в титрах)
- 1973 — Высокое звание — комдив
- 1973 — Человек в штатском — штурмбаннфюрер фон Бюлоф
- 1974 — Земляки
- 1974 — Ищу мою судьбу — Иван Афанасьевич
- 1974 — Фронт без флангов — Захар Петрович
- 1975 — Стоянка — три часа — Спица
- 1975 — Алмазы для Марии — Григорий Александрович
- 1975 — Когда дрожит земля — Иван Дмитриевич Митрошкин
- 1976 — Семьдесят два градуса ниже нуля — Алексей Григорьевич Макаров, начальник экспедиции
- 1976 — Приключения Травки — Матвеич, бывалый матрос
- 1976 — Дни хирурга Мишкина — Василий
- 1976 — Спроси себя — Назаров
- 1976 — Эквилибрист
- 1976 — Легенда о Тиле — возчик
- 1977 — Гармония — Кротов, директор завода
- 1977 — Фронт за линией фронта — Захар
- 1978 — Голубка — Тарасенко
- 1978 — Мой ласковый и нежный зверь — поп
- 1979 — Взлёт — Бетлинг
- 1979 — Ссыльный № 011 — Шашков
- 1980 — Иначе нельзя — Сергей Иванович Ковалёв, секретарь парткома
- 1981 — Линия жизни — Пётр Семенович Кондаков
- 1982 — Нас венчали не в церкви — помещик Губин
- 1982 — Слёзы капали — Федор Ваничкин
- 1984 — Поручить генералу Нестерову… — начальник главка
- 1984 — Европейская история — бармен
- 1984 — Хроника одного лета — Анатолий Алексеевич Назаров, заведующий магазина «Хозтовары»
- 1986 — Земля моего детства — Егор Иванович Журавлёв
- 1988 — Благородный разбойник Владимир Дубровский — гость Троекурова
- 1991 — Дело Сухово-Кобылина — полицейский чин
- 1998 — Сочинение ко Дню Победы — мрачный ветеран

### Дубляж фильмов
- 1966 — Крылья песни — Капан (роль Алимгазы Райнбекова)
- 1968 — Распятый остров — Отар (роль Мераба Бебуришвили)
- 1969 — Золото Маккенны — Тиббс, сержант
- 1969 — Десница великого мастера — Клалундаури (роль Спартака Багашвили)
- 1972 — Наковальня или молот — Герман Геринг (роль Вильяма Полони)
- 1973 — Семнадцать мгновений весны — Мартин Борман (роль Юрия Визбора)
- 1977 — Ученик эскулапа — роль Ираклия Учанейшвили
- 1977 — Бездна — Кевин (роль Роберта Тессиера) (дубляж 1981 года)
- 1980 — Тегеран-43 — адвокат Легрен (роль Курда Юргенса)

### Озвучивание мультфильмов
- 1951 — Сказка о мёртвой царевне и о семи богатырях — 1-й богатырь (нет в титрах)
- 1978 — Дед Мороз и серый волк — Дед Мороз
- 1986—1987 — Приключения пингвинёнка Лоло — Попо
- 1992 — Скажи, Юпитер! — Иван Андреевич Крылов